# Гертруд Банишевски
Гертруд Надин Банишевски (19 септември 1929 – 16 юни 1990), също така известна като Гертруд Райт и Надин ван Фосан е разведена жена престъпник от щата Индиана, САЩ.
С помощта на собствените си и кварталните деца Рики Хобс и Кой Хубард, е отговорна за продължителното измъчване, осакатяване и в крайна сметка убийството на Силвия Лайкънс, 16-годишна, която е приютила в своя дом. Когато е осъдена през 1966 г., случаят се именува "най-лошото престъпление извършено върху индивид в историята на щата Индиана".

## Животът ѝ преди Силвия Лайкънс
Банишевски е родена като Гертруд Надин ван Фосан, дъщеря на Хю и Моли ван Фосан, третото от шестте им деца. През 1940 г. Банишевски присъства на смъртта на баща си, който починал от внезапен инфаркт. Пет години по-късно напуска училище на 16-годишна възраст, за да се омъжи за 18-годишния Джон Банишевски, от когото има четири деца.
Макар че Джон Банишевски имал избухлив характер, двамата са заедно 10 години преди да се разведат.
Гертруд, на 34 години, заживява с 23-годишния Денис Лий Райт, който се възползвал от нея. Има едно дете от него – Денис, но след раждането му Райт я изоставил и изчезнал.